# انرژی اورباخ
انرژی اورباخ یا لبهٔ اورباخ پارامتری است که معمولاً {\displaystyle E_{0}} نشان داده می‌شود، با ابعاد انرژی، برای تعیین کمیت بی‌نظمی (به انگلیسی: disorder) انرژی در لبه‌های نواری یک نیم‌رسانا استفاده می‌شود. با برازش ضریب جذبش به‌عنوان تابعی از انرژی به یک تابع نمایی ارزیابی می‌شود. اغلب برای توصیف انتقال الکترون در نیم‌رساناهای به‌طورساختاری بی‌نظم مانند سیلیکون اَریخت هیدروژنه استفاده می‌شود.

## معرفی

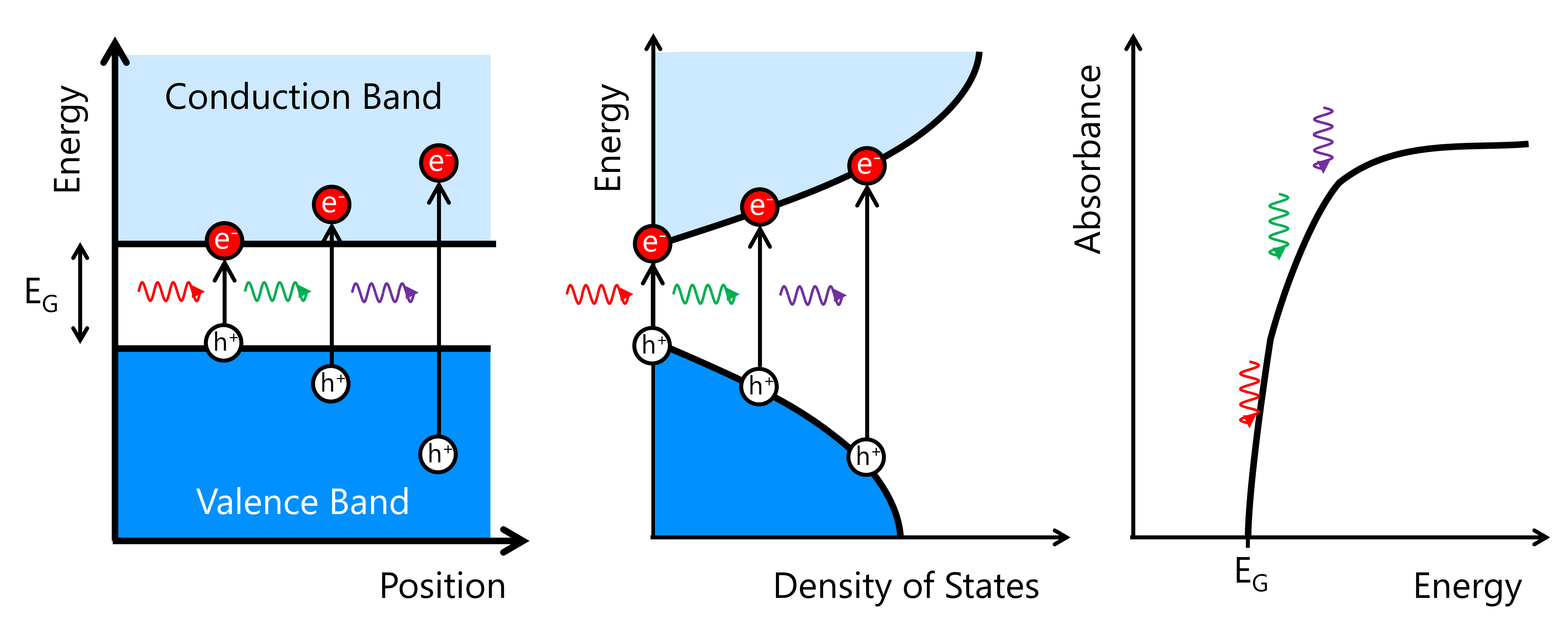
درحالی‌که در یک نمودار ساده باند موقعیت انرژی (سمت چپ) مشخص نیست، چگالی حالات (مرکز) هم در نوار ظرفیت و هم در نوار هدایت از فاصله شکاف باند بیشتر می‌شود. این بدان معنی است که جذبندگی نیم‌رسانا با انرژی افزایش می‌یابد.

در ساده‌ترین توصیف یک نیم‌رسانا، یک پارامتر واحد برای تعیین کمیت شروع جذبش نوری استفاده می‌شود: شکاف باند ، {\displaystyle E_{G}} . در این توصیف، نیمه‌رساناها به‌عنوان توانایی جذب فوتون در بالای{\displaystyle E_{G}} توضیح داده شده‌اند، اما نسبت به فوتون‌های زیر {\displaystyle E_{G}}شفاف هستند. با این حال، چگالی حالت‌ها در نیم‌رساناهای سه بُعدی بیشتر از فاصله باند افزایش می‌یابد (اما این به‌طور کلی در نیم‌رساناهایی با ابعاد پایین‌تر صادق نیست). به همین دلیل، ضریب جذبش، {\displaystyle \alpha } ، با انرژی افزایش می‌یابد. انرژی اورباخ سراشیبی شروع جذبش در نزدیکی لبه نواری و درنتیجه گستردگی چگالی حالت‌ها را چنداییدن (به انگلیسی: quantify) می‌کند. شروع جذبش شدیدتر نشان‌دهنده انرژی اورباخ کمتر است.
انرژی اورباخ با افزایش تصاعدی در جذبندگی با انرژی تعریف می‌شود. در حالی که قبلاً وابستگی نمایی جذبندگی در مواد عکاس‌برداری مشاهده شده بود، این فرانتس اورباخ بود که این ویژگی را به‌طور سامانمند در بلورها ارزیابی کرد. او هنگام کار در شرکت کداک در سال ۱۹۵۳ از برومید نقره برای مطالعه خود استفاده کرد

## تعریف
جذبش در نیم‌رساناها به‌طور تصاعدی در نزدیکی شروع جذبش افزایش می‌یابد و چندین مرتبه بزرگی را در بر می‌گیرد. جذبش به‌عنوان تابعی از انرژی را می‌توان با معادله زیر توصیف کرد:
{\displaystyle \alpha (E)=\alpha _{0}\exp {\biggl (}{\frac {E-E_{1}}{E_{0}}}{\biggr )}}
که {\displaystyle \alpha _{0}} و {\displaystyle E_{1}} به ترتیب پارامترهای برازش با ابعاد وارون طول و انرژی هستند و {\displaystyle E_{0}} انرژی اورباخ است. این معادله فقط زمانی معتبر است که {\displaystyle \alpha \propto \exp(E)} . انرژی اورباخ وابسته به دما است.
مقادیر دمای اتاق از {\displaystyle E_{0}} برای سیلیکون اَریخت هیدروژنه معمولاً بین ۵۰ میلیالکترون‌ولت و ۱۵۰ میلی‌الکترون‌ولت است.